# Il colpaccio
Il colpaccio (Big Pot) è un film del 1976, diretto da Bruno Paolinelli con lo pseudonimo John L. Huxley.

## Trama
All'aeroporto di Amsterdam, durante una rapina, una banda di rapinatori assale un commerciante di diamanti, uccidendolo, e trafugano una valigetta contenente pietre preziose per un valore di oltre un milione di dollari. I banditi riescono a fuggire e uno di loro, Mark Lemmon, prima di essere catturato e condannato all'ergastolo, riesce a nascondere il ricavato della rapina nei bassifondi della città olandese.
Qualche anno più tardi, quattro avventurieri (tre uomini e una ragazza), che vivono di espedienti e che non si conoscono tra di loro, vengono riuniti da Mackenzie, un emissario, per organizzare l'evasione dell'ergastolano e recuperare la preziosa valigetta. Dopo alterne vicende, l'evasione viene portata a compimento, la donna riuscirà ad impossessarsi dei diamanti, li consegnerà a suo padre (che è lo stesso ideatore del piano) ma nel frattempo, innamoratasi di Michael, un componente della banda, fa in modo che costui si impossessi del malloppo.
Rimasto con la valigia dei diamanti, viene affrontato da Mark, che si riprende ciò che aveva trafugato, e rivela la verità all'avventuriero: il recupero dei diamanti e la sua evasione erano stati organizzati con la massima segretezza dalla stessa società assicurativa del commerciante deceduto, d'accordo con l'Interpol, facendo agire Mackenzie con false generalità per non sborsare agli eredi una milionaria assicurazione sulla vita. Poi sparisce definitivamente dalla circolazione senza farsi più trovare e Michael comprende di aver agito con i suoi complici onestamente anche se al limite della legalità; sarà dunque costretto a non rivelare ciò che ha appreso per non rischiare di finire lui stesso in carcere insieme con gli altri.

## Produzione
Il film, una co-produzione italo-austriaca, durante la lavorazione ebbe il titolo Diamond Story. Venne girato in esterni ad Amsterdam, a Londra e sul lago di Como. La scena finale venne girata a Villa Carlotta.

## Distribuzione
Il film ottenne il visto di censura n. 68.441 del 15 maggio del 1976 per una lunghezza di 3.150 metri. Ebbe la prima proiezione il 16 giugno del 1976.
È stato trasmesso in prima televisiva il 5 marzo del 2021 sul canale del digitale terrestre Cine34.